# Max G. Fischnaller
Max Gruber Fischnaller (* 30. Mai 1992 in Brixen, Südtirol) ist ein italienisch-österreichischer Schauspieler und Musiker.

## Leben
Fischnaller wurde als viertes von fünf Kindern auf einem Bauernhof in Südtirol geboren. Schon früh interessierte er sich für das Theater und die Musik. So lernte er in der Grundschule Klavier. Später am Pädagogischen Gymnasium in Bruneck beschäftigte er sich intensiver mit Theater und dem Bühnenleben. Es folgten erste Theaterproduktionen und Musicals, in welchen er als Schauspieler, Sänger, Tänzer und Musiker wichtige Erfahrungen machte (u. a. Der Talisman, Die Vögel, Rent, Ein Sommernachtstraum, Chatroom). Die neu entdeckte Leidenschaft für Rock ’n’ Roll machte ihn zu einem Fan von AC/DC und er nahm Gitarrenunterricht bei Hubert Dorigatti.
Nach der Matura im Sommer 2011 zog Fischnaller nach Wien, um sich ganz der Schauspielerei zu widmen. Bei Aufnahmeprüfungen an diversen Schulen in Österreich und Deutschland hatte er jedoch keinen Erfolg; so begann er in der freien Theaterszene in Wien Fuß zu fassen. Fünf Jahre war er beim Sommertheater Nestroy Spiele Schwechat sowie im Werkl im Goethehof, wo er in der letzten Inszenierung von Dieter Haspel in Ein Kellner, ein Gast, eine Hure von Heinz R. Unger mitspielte. Es folgten diverse Studentenfilme und kleinere Theaterprojekte, bis Fischnaller 2015 auf eigene Faust die Paritätische Schauspielprüfung in den Wiener Kammerspielen absolvierte und sein Diplom bekam.
Vermehrt trat Fischnaller in den nächsten Jahren auf den Bühnen Südtirols auf, so z. B. Vereinigte Bühnen Bozen, Dekadenz Brixen, Theater in der Altstadt Meran und Schlossfestspiele Dorf Tirol. Es folgten ein Engagement in Der Diener zweier Herren beim Salzburger Straßentheater und ein Gastspiel am Landestheater Niederösterreich sowie drei Stücke bei Shakespeare in Mödling. Zweimal war er mit dem Wandertheater Lastkrafttheater in Wien und Niederösterreich unterwegs. Seit 2021 wird er von einer Wiener Schauspielagentur vertreten.
Musikalisch trat Fischnaller in diversen AC/DC-Coverbands als Angus-Young-Imitator auf und spielt bei der Salzburger Coverband Deers On Lake. Zudem schreibt und produziert er auch eigene Songs. Der erste Release ist für 2025 geplant.
Nach kleineren Filmrollen wurde Fischnaller 2023 als neuer Spurensicherer in der Wiener Erfolgsserie Soko Donau gecastet. Er ersetzte Helmut Bohatsch, der fast zwei Jahrzehnte bei der Serie mitwirkte.  Die erste Staffel mit Fischnaller wurde ab Februar 2025 im ORF ausgestrahlt.
Fischnaller ist mit der Schauspielerin Samantha Steppan, der Tochter des Schauspielerpaares Andreas Steppan und Nicole Fendesack, verheiratet.

## Theaterrollen (Auswahl)
- Titus Feuerfuchs in "Der Talisman" von Johann Nestroy (Regie: Alexander Kratzer, UFO Bruneck, 2010)
- Lysander in "Ein Sommernachtstraum" von William Shakespeare (Regie: Alexander Kratzer, UFO Bruneck, 2011)
- Möbius/Einstein/Newton in "Die Physiker" von Friedrich Dürrenmatt (Regie: Maria Ketscher, Theater zum Mitnehmen Wien, 2014–2015)
- Gast in "Ein Kellner, Ein Gast, Eine Hure" von Heinz Rudolf Unger (Regie: Dieter Haspel, Theater Werkl im Goethehof Wien, 2015)
- Leim in "Der Böse Geist Lumpazivagabundus" von Johann Nestroy (Regie: Peter Gruber, Nestroy Spiele Schwechat 2016)[12][13]
- Pierre Garaud in "Der Vorname" von Alexandre de La Patellière und Matthieu Delaporte (Regie: Alexander Varesco, Theater i.d. Altstadt Meran, 2018)[14]
- Orlando in "Wie Es Euch Gefällt" von William Shakespeare (Regie: Nicole Fendesack, Shakespeare in Mödling, 2018)
- Regenbogenfisch in "Der Regenbogenfisch" von Marcus Pfister (Regie: Alexander Kratzer, Vereinigte Bühnen Bozen, 2018 und 2019)
- Sancho Pansa in "Don Quijote" von Miguel de Cervantes (Regie: Torsten Schilling, Schlossfestspiele Dorf Tirol, 2019)[15][16][17]
- Valentin in "Der Verschwender" von Ferdinand Raimund (Regie: Anselm Lipgens, Kulturszene Kottingbrunn, 2019)[18]
- Onufrij/Junger Slama in "Radetzkymarsch" von Joseph Roth (Regie: Rudolf Frey, Vereinigte Bühnen Bozen, 2020)
- Truffaldino in "Der Diener Zweier Herren" von Carlo Goldoni (Regie: Georg Clementi, Salzburger Straßentheater, 2021)[19]
- Henry Higgins in "Pygmalion" von George Bernhard Shaw (Regie: Anselm Lipgens, Kulturszene Kottingbrunn, 2021)[20][21]
- Francis/Andreas in "Tom auf dem Lande" von Michel Marc Bouchard (Regie: Joachim Gottfried Goller, Dekadenz Brixen 2020 & 2025)[22][23][24]

## Filmographie
- 2012: Der Rauschkobold
- 2013: Schichtwechsel
- 2015: Paralux
- 2016: Der Anruf
- 2017: HOAM[25]
- 2021: Der Bozen-Krimi – Folge: Verspieltes Glück[26]
- 2022: Der Tote in der Schlucht – ORF Landkrimi Tirol[27]
- 2022: Die Chaosschwestern
- 2022: LUBO
- 2023: Lernen mit Willi
- 2023: Soko Donau – Staffel 19 (12 Folgen)[28]
- 2023: Am Wörthersee
- 2023: Levi Strauss und der Stoff der Träume[29]
- 2024: Soko Donau – Staffel 20 (13 Folgen)